# Близкие друзья (телесериал, 1999)
Близкие друзья (англ. Queer as Folk) — британский телесериал 1999 года, рассказывающий историю нескольких геев, проживающих в Манчестере в окрестностях Кэнал-стрит. Сериал состоит из двух частей, всего в нём 10 серий, выходивших в эфир с 23 февраля 1999 по 22 февраля 2000 года. Средняя продолжительность эпизода составила от 35 до 50 минут. Автором сценария выступил Рассел Ти Дейвис. По случаю 25-летия телеканала Channel 4 сериал был повторно показан с 14 по 18 октября 2007 года на канале More 4. Производством сериала занималась компания Red Production Company по заказу студии Channel 4.

## Сюжет
Стюарт Алан Джонс — успешный рекламщик и привлекательный, живущий активной сексуальной жизнью гей. Его друг, тайно влюблённый в Стюарта, Винс Тайлер — не так успешен на карьерном поприще и не востребован у мужчин. Натану Мэлоуни — всего 15 лет, его сексуальная жизнь только начинается, однако парню не занимать уверенности в себе. Судьба сводит Стюарта и Натана вместе, навсегда меняя жизнь обоих.

## В ролях
- Крейг Келли — Винс Тайлер
- Джейсон Мэррелс — Фил Дэлани
- Эйдан Гиллен — Стюарт Алан Джонс
- Чарли Ханнэм — Натан Мэлони
- Энди Дэвайн — Бернард Томас
- Дениз Блэйк — Хэйзел Тайлер
- Сайра Тодд — Лиза Левин
- Эстер Холл — Роми Салливан
- Энтони Коттон — Александер Перри

## Описание серий

### Часть 1
| Эпизод | Дата выхода в эфир | Режиссёр         | Сценаристы       |  |
| --- | ------------------ | ---------------- | ---------------- |  |
| |                    |                  |                  |  |
| 1x01 | 23 февраля 1999    | Чарльз Макдугалл | Рассел Ти Дейвис |  |
| Стюарт знакомится с 15-летним Натаном и приглашает его к себе домой. Той же ночью, подруга Стюарта, Роми, рожает от него сына Альфреда. Вернувшись домой, Стюарт и Натан продолжают свои развлечения, а лучший друг Стюарта, Винс, тайно влюбленный в него, к просмотру вечерних сериалов по пятницам. На следующее утро Винс обнаруживает, что подростки изрисовали его машину. Подвозя Натана в школу, Стюарт даёт окружающим понять, что Натан — гей.                                                       |                    |                  |                  |  |
| |                    |                  |                  |  |
| 1x02 | 2 марта 1999       | Чарльз МакДугалл | Рассел Ти Дейвис |  |
| Натан рассказывает своей подруге Донне о ночи, проведённой со Стюартом, а коллега Винса устраивает ему свидание с девушкой по имени Розали. Мать Натана находит в комнате сына рисунки гомоэротического содержания. Стюарт находит себе любовника по интернету, а появившийся в квартире мужчины Натан начинает ревновать. |                    |                  |                  |  |
| |                    |                  |                  |  |
| 1x03 | 9 марта 1999       | Чарльз МакДугалл | Рассел Ти Дейвис |  |
| Винс пытается помирить своих друзей Фила и Александра, но у Алекса новый парень по имени Ли, не говорящий на английском. Позже выясняется, что Ли — эскорт, ждущий оплаты. Роми хочет, чтобы Стюарт проводил больше времени с малышом. Розали встречает на гей-улице Винса, который продолжает притворяться натуралом. Донна пытается убедить Натана, что Стюарт ему не подходит, а несколько дней спустя, Винс узнаёт, что Фил скончался из-за аллергической реакции на наркотик, который попробовал в клубе. |                    |                  |                  |  |
| |                    |                  |                  |  |
| 1x04 | 16 марта 1999      | Чарльз МакДугалл | Рассел Ти Дейвис |  |
| Винс и Стюарт направляются на похороны Фила, где им предстоит тяжёлый разговор с матерью друга, продолжающей винить в смерти сына его сексуальную ориентацию. Натан соблазняет одноклассника Кристиана, а дома мальчика ждёт долгожданный разговор со своей матерью Дженис. |                    |                  |                  |  |
| |                    |                  |                  |  |
| 1x05 | 23 марта 1999      | Сара Хардинг     | Рассел Ти Дейвис |  |
| У Натана был секс со своим ровесником, а у Стюарта — с двумя неизвестными парнями. Камерон, с которым Винс познакомился на похоронах Фила, приглашает мужчину на свидание, а Стюарт вынужден присматривать за своими племянниками, так как у его сестры Мэри свидание. |                    |                  |                  |  |
| |                    |                  |                  |  |
| 1x06 | 30 марта 1999      | Сара Хардинг     | Рассел Ти Дейвис |  |
| Винс знакомит Камерона со своей матерью, а Стюарт и Мэри отправляются навестить родителей. Роми нашла Альфреду нового папу, а отец Натана конфликтует со Стюартом — в итоге Натан переезжает жить к нему. |                    |                  |                  |  |
| |                    |                  |                  |  |
| 1x07 | 6 апреля 1999      | Сара Хардинг     | Рассел Ти Дейвис |  |
| Стюарт устраивает вечеринку по случаю 30-летия Винса. Преследуя свои цели, Стюарт приглашает на вечеринку Розали и знакомит с Камероном. Между тем, подруга Роми, Лиза, обещает помочь Стюарту дискредитировать её потенциального мужа Лэнса. |                    |                  |                  |  |
| |                    |                  |                  |  |
| 1x08 | 13 апреля 1999     | Сара Хардинг     | Рассел Ти Дейвис |  |
| Лэнса задерживает иммиграционная служба, а Винс испытывает трудности на работе, так как Розали, похоже, всем рассказала, что он — гей. Роми уверена, что во всём виноват Стюарт, однако позже выясняется, что за арест Лэнса ответственен Натан. Камерон признаётся Винсу в любви, но тот, похоже, никак не может выкинуть из головы Стюарта. Натан сбегает в Лондон, а у Донны появляются свои проблемы… |                    |                  |                  |  |
| |                    |                  |                  |  |

### Часть 2
| Эпизод | Название                                                             | Дата выхода в эфир | Режиссёр   | Сценаристы       |
| --- | -------------------------------------------------------------------- | ------------------ | ---------- | ---------------- |
| |                                                                      |                    |            |                  |
| 2x01 | Same Men — New Tricks. Part 1 / Те же мужчины, новые уловки. Часть 1 | 15 февраля 2000    | Менай Гуда | Рассел Ти Дейвис |
| Винс и Стюарт вот-вот займутся сексом вместе с другим мужчиной, однако Винсу не по себе от этой затеи. Хэйзел появляется в гей-сауне, чтобы расспросить Стюарта о побеге Натана и его прошлой ночи… |                                                                      |                    |            |                  |
| |                                                                      |                    |            |                  |
| 2x02 | Same Men — New Tricks. Part 2 / Те же мужчины, новые уловки. Часть 2 | 22 февраля 2000    | Менай Гуда | Рассел Ти Дейвис |
| |                                                                      |                    |            |                  |
| |                                                                      |                    |            |                  |

## Производство
Первоначальный сценарий назывался «Queer As Fuck», однако под конец производства название было изменено на более мягкое «Queer as Folk», которое возникло из фразы «there’s nowt so queer as folk» (с англ. — «нет ничего более странного, чем человек»), прозвучавшей в фильме 1997 года «Мужской стриптиз», и, по словам сценариста Рассела Ти Дейвиса, более подходило проекту.

### Съёмки
Съёмки сериала проходили в окрестностях гей-вилладж в Манчестере в Англии. Для съёмок клуба «Вавилон» использовали настоящий клуб под названием Cruz 101. Однако было кое-что заменено в осветительной аппаратуре, а также добавлена телефонная будка. Кроме того несколько баров было использовано для съёмок на Canal Street. Лестница бара Manto была слегка изменена для съёмок сцены между Стюартом и Винсом, собирающихся на ужин.
Вестибюли Bridgewater Hall были использованы в качестве офисов на работе Стюарта. Кроме того, логотип Bridgewater Hall можно заметить в нескольких сценах, снимающихся в рекламном агентстве.

### Музыка
Музыку сериала спродюсировала компания Almighty Records. Благодаря самому шоу, альбом с музыкой к сериалу стал золотым всего за месяц. Альбом поступил в продажу в марте 1999 года и стал самым успешным проектом лейбла. Выпуск этого альбома был сделан по заказу компании, снимавшей сериал — Red Production Company, после того как другая студия отказалась выпустить саундтрек из-за неудачного опыта работы с предыдущими звуковыми дорожками сериалов на канале Channel 4.
Студии Almighty Records дали месяц на создание альбома. Однако многие необходимые треки невозможно было включить в альбом — так группа Steps отказалась дать разрешение на выпуск своей композиции, так как не хотела, чтобы их музыка ассоциировалась с низкопробным телешоу. Однако, благодаря успеху саундтрека к сериалу, когда тот добился мировой славы и вышел его американский ремейк, Channel 4 создал своё собственное музыкальное подразделение.

### Саундтрек к первой части сериала

#### Диск № 1
1. Queer As Folk Theme
2. Sexy Boy — The Kinky Boyz Feat. Kia
3. Hold That Sucker Down — OT Quartet
4. Horny — Mousse T vs Hot 'N' Juicy
5. Nathan’s Theme — Doin' It
6. Atomic — Blondie
7. Mamma Mia — Abbacadabra
8. Uh La La La — Alexia
9. Found A Cure — Ultra Nate
10. Deeper Love — Ruff Driverz
11. Santa Maria — Tatjana
12. It’s Raining Men — The Weather Girls
13. Young Hearts Run Free — Respect & Hannah Jones
14. Crush — Bianca
15. To Love You More — Rapport & Rochelle
16. Showin' Out — Cinnamon
17. Holiday — Who’s That Girl
18. Love Pains — Obsession
19. Was That All It Was — Jones, Hannah
20. To Deserve You — Deja Vu & Tasmin
21. Armed And Extremely Dangerous — Respect & Shirley Lewis
22. Everywhere — Indigo
23. I Don’t Want To Miss A Thing — Deja Vu & Tasmin
24. What Do I Have To Do — Kia
25. How Could He Do This To Me — Haywood, Tammy
26. Don’t Speak — Deja Vu & Tasmin
27. Better The Devil You Know — Kia
28. Save Tonight — Jackie O
29. Breakfast At Tiffany’s — Jackie O
30. Mouth — Rochelle
31. You Think You’re A Man — Full Frontal
32. Deeper Love — Ruff Driverz

#### Диск № 2
1. I Am What I Am — Respect Feat. Hannah Jones
2. Young Hearts Run Free — Respect Feat. Hannah Jones
3. Crush — Bianca
4. To Love You More — Rapport Feat. Rochelle
5. Showin' Out — Cinnamon
6. Holiday — Who’s That Girl!
7. Love Pains — Obsession
8. Was That All It Was — Hannah Jones
9. To Deserve You — Deja Vu Feat. Tasmin
10. Armed And Extremely Dangerous — Respect Feat. Shirley Lewis
11. Everywhere — Indigo
12. I Don’t Want To — Deja Vu Feat. Tasmin
13. What Do I Have To Do — Kia
14. How Could He Do This To Me — Tammy Haywood
15. Don’t Speak — Deja Vu Feat. Tasmin
16. Better The Devil You Know — Kia
17. Save Tonight — Jackie 'O'
18. Breakfast At Tiffany’s — Jackie 'O'
19. Mouth — Rochelle
20. You Think You’re a Man — Full Frontal

### Саундтрек ко второй части сериала
5 февраля 2001 года лейбл Channel 4 выпустил официальный саундтрек ко второй части сериала.

#### Диск № 1
1. Indigo — Haven’t You Heard
2. Shaft — (Mucho Mambo) Sway — Club Mix
3. Barkin’ Brothers — Gonna Catch You Baby — (Gordon’s Groove) — Full Club Mix
4. Tony Di Bart — The Real Thing
5. Take That (feat. Lulu) — Relight My Fire
6. Jimmy Somerville — Can’t Take My Eyes Off Of You
7. The Real Thing — You To Me Are Everything
8. Erasure — Sometimes
9. Abbacadabra — Dancing Queen — Milennium Mix
10. Rick Astley — Never Gonna Give You Up
11. Eve Gallagher — Love Come Down
12. Supermotorfunk — Get Down On It (Put Your Arms In The Air) — Denny Shaft Club Mix
13. Divine — Walk Like A Man — Remix
14. Urban Cookie Collective — The Key The Secret

#### Диск № 2
1. Utopia — Feel The Need In Me
2. Tabu feat. Mitzi B — Ain’t No Love (Ain’t No Use)
3. Indigo — I Don’t Know What I’d Do (If You Ever Left me)
4. Indigo — Use It Up And Wear It Out
5. Obsession — If I Can’t Have You
6. Sarah Washington — I Will Always Love You
7. Hannah Jones — More To This
8. Natalie Brown — Love Fool
9. Hannah Jones — And I Am Telling You I Am Not Going
10. Utopia feat. Charlie — Angels
11. Jackie 'O' — That Don’t Impress Me Much
12. The Kinky Boyz — The only Way Is Up
13. Obsession — I Only Wanna Be With You
14. Rochelle — How Do I Live
15. Abbacadabra — Summer Night City
16. Abbacadabra — Lay All Your Love On Me
17. Natalie Browne — True Faith
18. Roman Holiday — You Are The Music
19. Jayne Montgomery — What Have You Done For Me
20. Natalie Brown — Marvellous

### Другие записи
Спустя 6 лет после окончания показа сериала 16 января 2006 года компания Absolute Marketing выпустила сборник Ultimate QAF. The Best Of & More из лучших композиций, звучавших в сериале и сборник «Almighty 12» Club Mixes с танцевальными композициями, звучащими в сериале.